# Dalmiro Palomino Ortiz
Dalmiro Feliciano Palomino Ortiz (Andahuaylas, 2 de febrero de 1969) es un político peruano. Fue congresista fujimorista por el departamento de Apurímac en el periodo parlamentario 2016-2019.

## Biografía
Nació en Andahuaylas, departamento de Apurímac, Perú, el 2 de febrero de 1969, hijo de Serapio Palomino Cáceres y Antolina Ortiz Talaverano. Hizo sus estudios de educación primaria en E.P.M. Santa María de Chicmo en Andahuaylas y los secundarios en la I.E. José M. Arguedas en San Juan de Lurigancho y en la I.E. Guillermo Pinto en Santa María de Chicmo. Tiene estudios en la Universidad de San Martín de Porres en Educación y de Medicina sin haber concluido ninguno de ellos. En el sector privado se desempeñó como Gerente General de Empresa de Transportes Wari SAC entre el 2012 - 2016, Gerente del Multiservicios Cieneguilla SAC desde 2010, Empleado de Empresa de Transportes Wari Palomino entre el 1995 - 2004 y Gerente General de Empresa de Transportes Wari Cargo SAC entre el 2005 - 2014.
En lo político postuló al congreso en las elecciones generales del 2006 por el partido Concertación Descentralista y en las elecciones regionales del 2014 tentó la presidencia regional de Apurímac por el partido Fuerza Popular. En las elecciones generales del 2016 fue elegido para el Congreso por el partido político Fuerza Popular. Tras la disolución del Congreso decretado por el presidente Vizcarra su cargo congresal llegó a su fin el 30 de septiembre de 2019.
Durante su gestión como congresista participó en la presentación de 317 proyectos de ley y presidió la Comisión de Cultura y Patrimonio Cultural entre 2018 y 2019. En ejercicio de ese cargo, el 25 de noviembre de 2018,  denunció posibles actos de corrupción al interior del ministerio de Cultura debido a la revelación de que la empresa Arqueo Andes SAC, del viceministro de esa cartera, Luis Villacorta Ostolaza, había ganado una adjudicación de casi 400 mil soles para hacer una supuesta evaluación arqueológica con fines de delimitación y elaboración de expedientes técnicos. A esto, la ministra de Cultura Patricia Balbuena anunció a través de un comunicado que en aras de asegurar la transparencia del proceso de investigación, el viceministro Villacorta renunciaba al cargo. Sin embargo, al día siguiente, la bancada del Partido Aprista Peruano decidió promover una moción de interpelación contra la ministra, ya que consideraba que había también responsabilidad de esta por haber nombrado al viceministro, y que debía estar al tanto de sus manejos. Al día siguiente, la ministra de Cultura dijo sentirse indignada ante las irregularidades detectadas en el exviceministro Villacorta, asegurando que hubo un abuso de confianza. Aclaró también no haber tenido en el pasado algún vínculo con Luis Villacorta y que su llegada al ministerio se debió a recomendación de especialistas. El 30 de noviembre, Patricia Balbuena presentó su renuncia a su cargo de ministra, lo que fue aceptado por el presidente Vizcarra.
En el mes de febrero del 2017, el semanario Hildebrand en sus trece publicó que Dalmiro Palomino Ortiz había mentido en las declaraciones juradas presentadas ante el Jurado Nacional de Elecciones al no consignar la existencia de una sentencia penal en su contra emitida el 15 de junio del 2004. En esa sentencia, Palomino fue sentenciado a una condena de dos años de pena privativa de la libertad suspendida por la comisión del delito de estafa en perjuicio de la empresa "Alfredo Pimentel Sevilla S.A." por la suma de cuatro mil dólares.